# Provinz San Pablo
Die Provinz San Pablo ist eine der 13 Provinzen im Süden der Region Cajamarca in Nordwest-Peru. Sie hat eine Fläche von 672 km². Beim Zensus 2017 betrug die Einwohnerzahl 22.572. Im Jahr 1993 lag sie bei 24.494, im Jahr 2007 bei 23.114. Verwaltungssitz ist die Kleinstadt San Pablo.

## Geographische Lage
Die Provinz San Pablo liegt in der peruanischen Westkordillere.
Sie wird im Norden durch die Provinz Hualgayoc, im Osten durch die Provinz Cajamarca, im Süden durch die Provinz Contumazá sowie im Westen durch die Provinz San Miguel begrenzt. In ihr befindet sich die ehemalige Tempelanlage Kuntur Wasi.

## Verwaltungsgliederung
Die Provinz San Pablo teilt sich in 4 Distrikte auf. Der Distrikt San Pablo ist Sitz der Provinzverwaltung.
| Distrikt       | Verwaltungssitz |
| -------------- | --------------- |
| San Bernardino | San Bernardino  |
| San Luis       | San Luis        |
| San Pablo      | San Pablo       |
| Tumbaden       | Tumbaden        |

## Geschichte
Während des Salpeterkriegs lieferten sich am 13. Juli 1882 in der Nähe von San Pablo peruanische Truppen unter Miguel Iglesias und chilenische Truppen eine Schlacht. In ihr konnten die chilenischen Truppen, welche die Zone besetzt gehalten hatten, besiegt werden.